# Muerte de Philando Castile
La muerte de Philando Castile tuvo lugar el 6 de julio de 2016 cuando Castile fue fatalmente tiroteado por Jeronimo Yanez, un oficial de policía de St. Anthony, Minnesota, después de haber sido detenido en Falcon Heights, un suburbio de Saint Paul. Castile conducía con su novia, Diamond Reynolds, y la hija de ésta de cuatro años de edad, cuando fue detenido por Yanez y otro oficial. Según Reynolds, tras preguntársele por su licencia y registro, Castile dijo al oficial que tenía licencia para llevar un arma oculta y que tenía una en el coche. Reynolds declaró: «El oficial dijo que no se moviera. Mientras levantaba las manos, el policía le disparó en el brazo cuatro o cinco veces».
Diamond Reynolds transmitió en vivo un video en Facebook en el período inmediatamente posterior al disparo. El mismo muestra su interacción con el oficial armado mientras Castile, mortalmente herido, yacía desplomado, gimiendo ligeramente y sangrando de su brazo izquierdo y costado. La oficina del médico forense del condado de Hennepin dictaminó la muerte de Castile un homicidio y dijo que había sufrido múltiples heridas de bala. La oficina informó que Castile murió a las 9:37 p. m. CDT en la sala de emergencias del Centro Médico del Condado de Hennepin, unos 20 minutos después de recibir los disparos.

## Antecedentes

### Víctima
Philando Divall Castile (16 de julio de 1983-6 de julio de 2016) tenía 32 años de edad en el momento de su muerte. La página de Castile en Facebook afirma que asistió a la Universidad de Minnesota. Nació en San Luis, Misuri. Se graduó de Saint Paul Central High School en 2001 y trabajó para el distrito de Escuelas Públicas de Saint Paul desde 2002 hasta su muerte. Castile comenzó como asistente de servicios de nutrición en la Chelsea Heights Elementary School y la Escuela Secundaria de Arlington (ahora Washington Technology Magnet School). Fue ascendido a supervisor de servicios de nutrición en  J. J. Hill Montessori Magnet School en agosto de 2014. Castile en el pasado había sido detenido por la policía por lo menos 52 veces. Había sido declarado culpable de 31 delitos menores y faltas, todos ellos delitos menores de tráfico, tales como conducir sin un silenciador, conducir sin el cinturón de seguridad, conducir un vehículo después de la revocación de la licencia y no tener un seguro de pasajeros adecuado. Castile nunca había sido condenado por un delito grave.

### Policía
El oficial Yanez fue identificado por la Oficina de Aprehensión Criminal de Minnesota como el oficial que disparó contra Castile. El otro agente implicado en el control de tráfico fue identificado como Joseph Kauser, que fue descrito como pareja de patrulla de Yanez. Los dos agentes habían estado con el Departamento de Policía de St. Anthony durante cuatro años al momento del tiroteo, eran amigos y se graduaron juntos de la academia de policía de la Universidad Estatal de Minnesota en Mankato en 2010.
Yanez, del sur de Saint Paul, tenía 28 años de edad en el momento del tiroteo y es estadounidense de ascendencia mexicana.
El Departamento de Policía de St. Anthony cuenta con 23 agentes, «ocho de los cuales son pagados a través de contratos de policía con las ciudades de Lauderdale y Falcon Heights». En una rueda de prensa en la escena, el jefe de policía interino de St. Anthony Jon Mangseth dijo que el tiroteo fue el primer tiroteo que involucra a personal policial que el departamento había experimentado en al menos treinta años.
En Minnesota, al menos 148 personas desde 2000 han muerto tras recibir un disparo, ser aturdidas con un arma de electrochoque, o forcejear con un oficial de policía. No se presentaron cargos contra ningún agente en ninguna de estas muertes, con un gran jurado, un abogado del condado o un fiscal de los Estados Unidos encontrando una falta de causa probable en 134 casos. En el momento de la muerte de Castile, cinco tiroteos fatales de la policía permanecían bajo investigación en Minnesota.

## Incidente

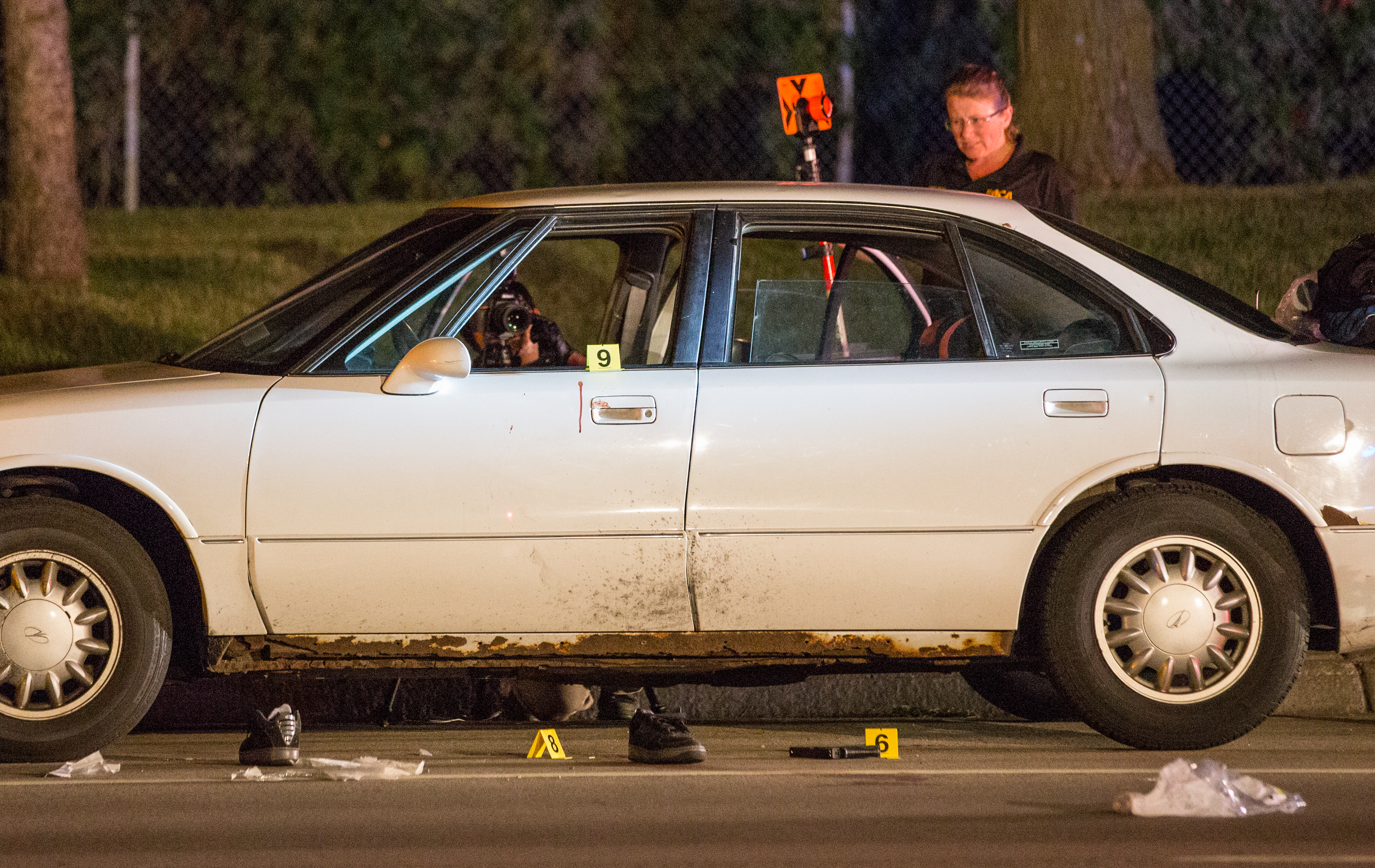
Zapatos y una pistola en el suelo fuera del coche manchado de sangre de Philando Castile mientras investigadores de la Oficina de Aprehensión Criminal de Minnesota toman fotografías de la escena.

Castile fue detenido como parte de una parada de tráfico por Yanez y Kauser en Falcon Heights, un suburbio de Saint Paul. Castile y Reynolds regresaban de compras en una tienda de comestibles; esa misma tarde Castile se había hecho un corte de pelo, cenado con su hermana, y recogido a su novia de su apartamento en Saint Paul.
De acuerdo con el audio del despachador de la policía obtenido por los medios de comunicación, un oficial de policía de St. Anthony que patrullaba la avenida Larpenteur mensajeó por radio a un equipo cercano que tenía previsto detener un coche y comprobar los documentos de identidad del conductor y el pasajero, diciendo: «Los dos ocupantes se ven como las personas que estuvieron involucradas en un robo. El conductor se parece más a uno de nuestros sospechosos, sólo por la nariz ancha. No pude conseguir un buen vistazo al pasajero». A las 9:04 p. m., el oficial le dijo a un oficial cercano que iba a esperar a que se haga la parada.
La parada tuvo lugar en la avenida Larpenteur en Fry Street, a las afueras del salón de feria de exposiciones de Minnesota. En un Oldsmobile blanco con Castile iban su novia, Diamond Reynolds y la hija de cuatro años de ésta. Castile era el conductor, Reynolds era la pasajera del asiento delantero, y la niña estaba en el asiento trasero.
En algún momento de los siguientes 103 segundos (que no están cubiertos por el audio), Yanez disparó fatalmente a Castile.
Los eventos que se produjeron inmediatamente después de los disparos fueron transmitidos en vivo en un vídeo de 10 minutos por Reynolds a través de Facebook. La grabación parece comenzar segundos después de que Castile recibió los disparos, justo después de las 9:00 p. m. CDT. El video muestra a Castile desplomado sobre el asiento del conductor, gimiendo y moviéndose ligeramente, con el brazo izquierdo y costado ensangrentados. En el vídeo, Reynolds está hablando con Yanez y explicando lo que pasó. Reynolds dijo que antes de que Castile murió, le dijo a Yanez que estaba autorizado para llevar un arma oculta y tenía una en el coche. Reynolds dijo en el vídeo que Yanez «le pidió su licencia y su registro. Él le dijo que estaba en su billetera, pero que él tenía una pistola consigo porque él estaba autorizado a transportar una. El oficial dijo: ‹no te muevas›. Cuando puso sus manos arriba, el oficial le disparó en el brazo cuatro o cinco veces». Reynolds afirma en el vídeo: «Le disparó cuatro balas en él, señor. Él sólo estaba sacando su licencia y registro, señor». En el vídeo, Reynolds dice «Por favor, no me diga que está muerto», mientras que Yanez grita: «¡Yo le dije que no la agarrara! ¡Le dije que abriera su mano!».
En un momento en el vídeo, un oficial entonces ordena a Reynolds ponerse de rodillas y el sonido de Reynolds siendo esposada se puede escuchar. El teléfono de Reynolds cae sobre el suelo, pero continúa la grabación, y un oficial grita periódicamente «¡Joder!». El día después de los disparos, Reynolds dijo que la policía «me trató como una criminal ... como si fuera mi culpa».
De acuerdo con el audio de emergencia y de la policía obtenido por el Star Tribune, a las 9:06 p. m. Kauser llamó por el tiroteo, reportando: «Disparos. Larpenteur y Fry». Los despachador afirma: «Copiado. Lo escucharon?». Un «audiblemente en pánico» Yanez grita: «Código tres!». Muchos oficiales luego se precipitan a la escena. Un oficial informa: «Una mujer adulta llevada en custodia. Conductor a punta de pistola. Una joven del sexo femenino, una niña, está con [otro oficial]. Necesitamos un par de otras escuadras para bloquear las intersecciones». Otro oficial llamó: «Todos los oficiales están bien. Uno de los sospechosos necesita médicos».
Reynolds dijo que los agentes no comprobaron si Castile tenía pulso ni le prestaron primeros auxilios, y en su lugar consolaron al oficial que efectuó los disparos. Reynolds dijo que Castile no recibió atención médica hasta que los paramédicos llegaron más de diez minutos después del tiroteo. Sin embargo, un residente que vivía al otro lado de la calle del lugar del tiroteo tomó un breve video que muestra a un oficial no identificado administrando primeros auxilios a Castile antes de la llegada de los paramédicos.
La oficina del médico forense del condado de Hennepin dictaminó la muerte de Castile un homicidio y dijo que había sufrido múltiples heridas de bala. La oficina informó que Castile murió a las 9:37 p. m. CDT en la sala de emergencias del Centro Médico del Condado de Hennepin, unos 20 minutos tras recibir los disparos.
El vídeo subido por Reynolds a Facebook fue visto más de un millón de veces antes de ser eliminado durante la noche. El vídeo fue restaurado en la mencionada red social alrededor de una hora después de que se retiró, con una advertencia de contenido gráfico. Facebook dijo que el vídeo había sido eliminado inicialmente como consecuencia de un «fallo técnico». Por la tarde del día después de la muerte de Castile, el vídeo había sido visto cerca de 2,5 millones de veces en Facebook.

## Consecuencias y reacciones

### Investigación
La Oficina de Aprehensión Criminal (OAC) de Minnesota es el principal organismo encargado de la investigación.
Reynolds, que fue detenida con Castile durante el tiroteo en torno a las 9:00 p. m. CDT, fue detenida e interrogada en la comisaría de policía y luego puesta en libertad a la mañana siguiente alrededor de las 5:00 a. m.
El día después de la muerte a tiros, el Departamento de Policía de St. Anthony identificó al oficial que hizo los disparos fatales como Yanez. Yanez y su compañero Kauser fueron puestos en licencia administrativa pagada.
Bajo la ley del estado de Minnesota, los nombres de los titulares de permisos de portación oculta de armas no son registros públicos, y las autoridades estatales por lo tanto no han confirmado si Castile tenía un permiso. Sin embargo, el periódico Star Tribune, citando a una fuente, confirmó que Castile tenía un permiso válido, emitido a él cuando vivía en Robbinsdale.
Dos días después de los disparos, el fiscal del condado de Ramsey John Choi pidió una investigación «inmediata y exhaustiva» sobre el tiroteo. Choi dijo que no se había determinado si él usaría un gran jurado, pero afirmó que si un gran jurado o los fiscales en su oficina determinan que los cargos eran apropiados, «iba a enjuiciar este caso con todo el peso de la ley». Choi también declaró, «Tenemos que unirnos como una comunidad, aplicación de la ley incluye, para mejorar nuestra prácticas y procedimientos, así que no experimentan ninguna más de estas tragedias nunca más».
La OAC dijo que el vídeo del vehículo policial y «varios» otros videos habían sido recogidos como evidencia. La policía de St. Anthony no usan cámaras de cuerpo.

### Declaraciones de los abogados de las familias Yanez y Castile
El 9 de julio, el abogado de Yanez, Thomas Kelly, de Minneapolis, dijo que su cliente «reaccionó a la presencia de esa arma y la visualización de la pistola» y que los disparos «no tuvieron nada que ver con raza. Esto tuvo que ver con la presencia de un arma de fuego».
En el vídeo grabado poco después del tiroteo, Reynolds dijo que el coche fue detenido por una luz trasera rota. El abogado de Yanez Kelly declaró que su cliente detuvo a Castile en parte porque se parecía a un sospechoso en un robo a mano armada que habían tenido lugar en las inmediaciones cuatro días antes, y en parte debido a una luz trasera rota. El abogado de la familia de Castile, Albert Goins, cuestionó este reporte, diciendo que si Yanez creía en realidad que Castile era un sospechoso de robo, la policía habría hecho un «parada de tráfico por delito grave» (que implica «hacer salir al sospechoso a punta de pistola mientras oficiales de refuerzo están en una posición de cobertura y hacerlo acostarse en el suelo hasta que puedan identificar quien ese individuo es») en lugar de una parada de tráfico ordinaria (en el que los agentes detienen el coche y piden al conductor que produzca sus documentos). Goins declaró: «O [Castile] era un sospechoso de robo y [Yanez] no siguió los procedimientos para una parada de delito grave, o [Castile] no era un sospechoso de robo y [Yanez] le disparó a un hombre porque se puso de pie junto a la ventana de obtener su información».
Kelly confirmó la autenticidad del audio de la policía antes de la parada, en el que un oficial indica que el conductor se asemejaba a un sospechoso de robo reciente debido a su «nariz ancha». El robo particular al que se refiere el oficial no estaba claro, pero puede haber sido un robo a mano armada el 2 de julio a una tienda de conveniencia, en la que los dos sospechosos fueron descritos como «hombres negros con trenzas hasta los hombros o más largas», sin ninguna otra información sobre altura, peso o edad estimados. Goins dijo: «No me puedo imaginar que se trate de una sospecha razonable hacer una parada porque alguien tenía una nariz ancha».
La madre de Castile, Valerie Castile y su abogada Glenda Hatchett llamaron para que el caso sea referido a un fiscal especial y pidieron que el Departamento de Justicia de los Estados Unidos llevara a cabo una investigación federal.

### Protestas y disturbios civiles

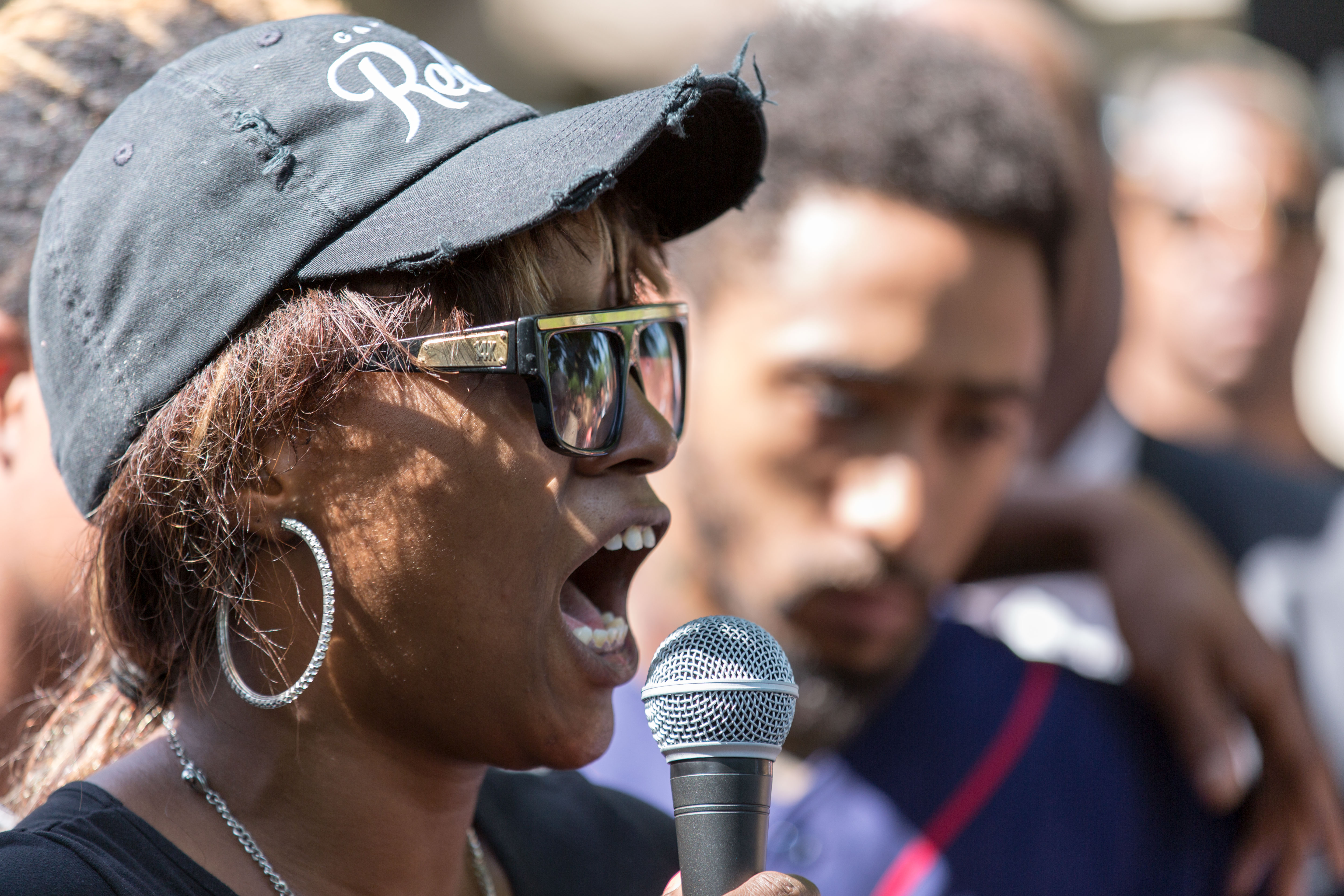
Diamond Reynolds hablando en un mitin en memoria de su novio el día después de su muerte.

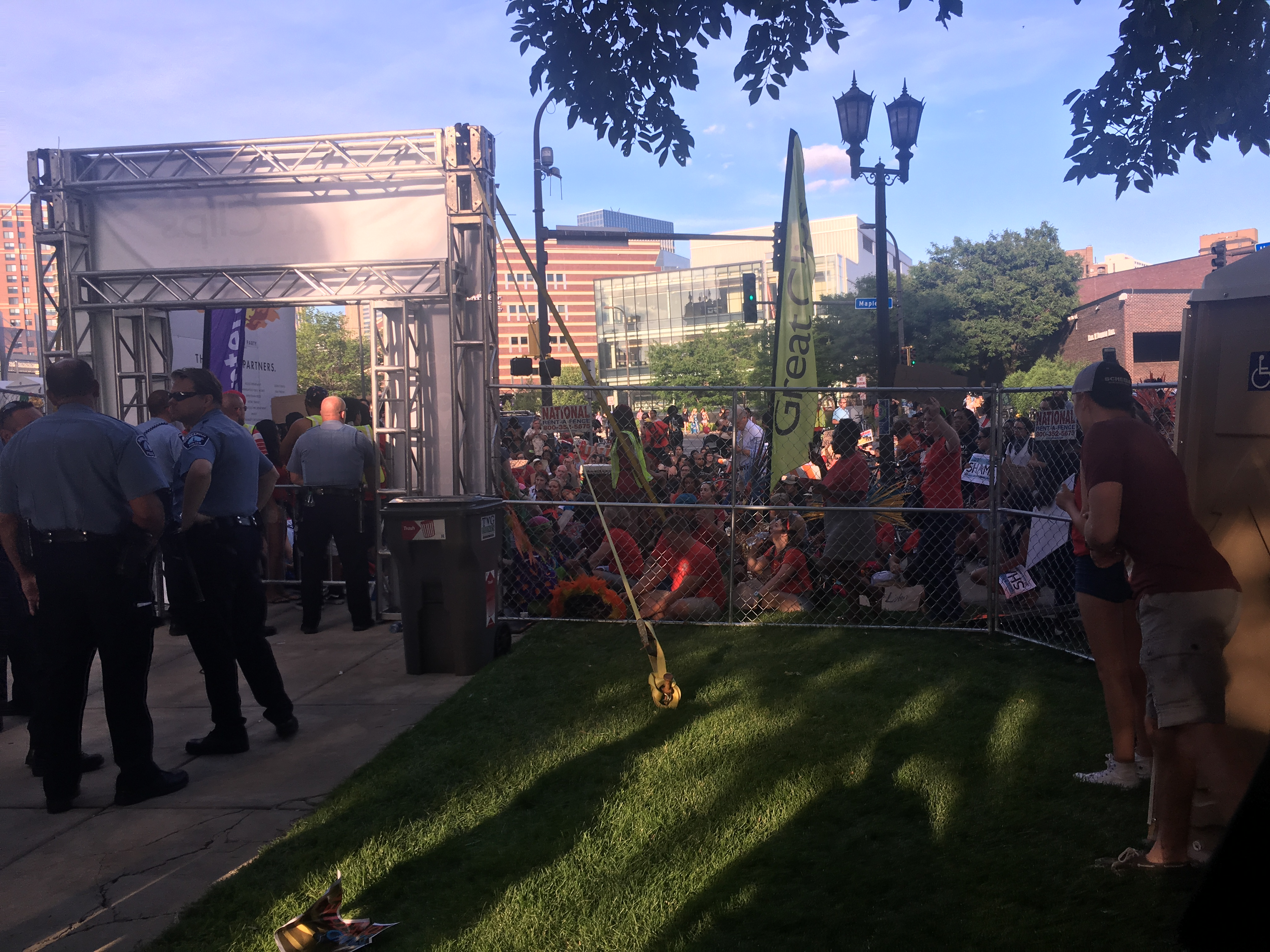
Black Lives Matter protestando en Basilica Block Party el 9 de julio.

Antes de las 12:30 a. m. de la mañana del 7 de julio, unas tres horas después de los disparos, manifestantes se reunieron en la escena, «tranquilos, pero visiblemente enojados». Más de 200 personas estuvieron presentes. Después de que la noticia de la muerte de Castile se extendió, multitudes de manifestantes se reunieron fuera la residencia del gobernador de Minnesota en Saint Paul, coreando el nombre de Castile y exigiendo que el gobernador Mark Dayton hiciera una declaración. Esa noche, las manifestaciones en Saint Paul continuaron, permaneciendo «pacíficas pero contundentes».
Nekima Levy-Pounds, presidente del capítulo de Minneapolis de la NAACP, dijo que su grupo solicitará una investigación federal. También llamó a un órgano independiente para investigar el tiroteo, expresando escepticismo con la agencia estatal que encabeza la investigación del incidente, la Oficina de Aprehensión Criminal de Minnesota, una división del Departamento de Seguridad Pública. El presidente de la NAACP Cornell William Brooks dijo, «estoy esperando para oír el clamor humano de los defensores de la Segunda Enmienda sobre [este incidente] ...». El activista de Black Lives Matter DeRay Mckesson dijo: «Philando Castile debería estar vivo hoy». El 8 de julio, más de 1 000 manifestantes cerraron la Interestatal 880 en Oakland, California durante varias horas para protestar por las muertes a tiros de Alton Sterling y Philando Castile.
Después de una semana de protestas pacíficas y vigilias, la violencia entre los manifestantes y la policía en Saint Paul estalló el 9 y 10 de julio. Unas 102 personas fueron detenidas y 21 oficiales (15 de policía y seis agentes de la Patrulla del Estado de Minnesota) fueron heridos, uno de ellos de gravedad. Un grupo lanzó piedras, botellas y cócteles molotov a la policía y la policía usó aerosol de pimienta y gas lacrimógeno para dispersar a la multitud. Los manifestantes causaron que la Interestatal 94 entre la carretera 280 del estado de Minnesota y el centro de St. Paul tuviera que ser cerrada. Después de que se dispersaron desde la carretera, otro grupo de protestas tuvo lugar en Dale y Grand Avenue. La violencia fue condenada por el presidente Obama, el gobernador Dayton, el alcalde de Saint Paul, Chris Coleman, y el jefe de policía Todd Axtell, que pidió calma.

### Oficiales del gobierno

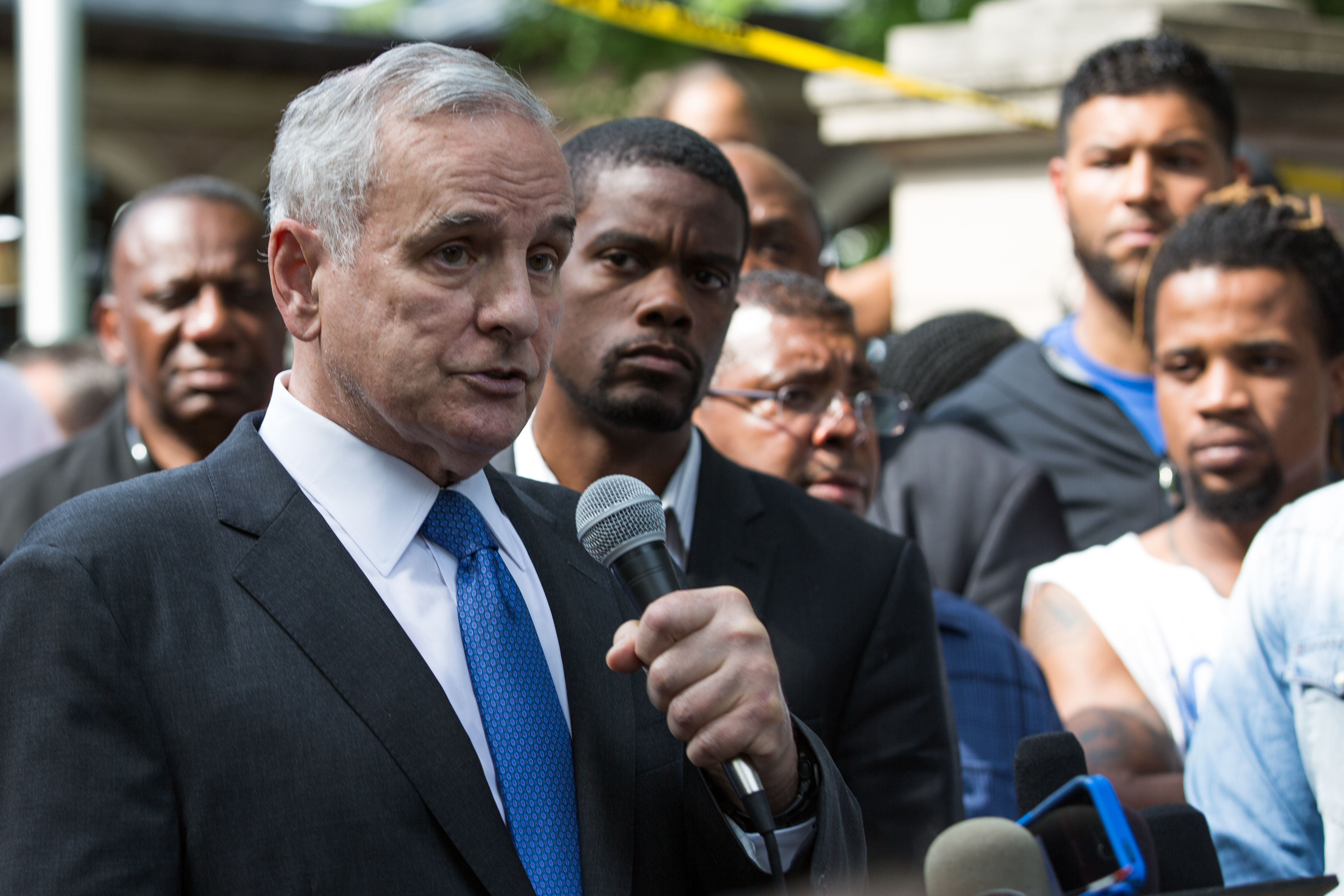
El gobernador de Minnesota Mark Dayton hablando fuera de su residencia en Saint Paul.

En la mañana del 7 de julio, el gobernador Dayton apareció fuera de su residencia y declaró:

Mis más profundas condolencias a la familia y amigos. En nombre de todos los residentes de Minnesota de mente decente, estamos sorprendidos y horrorizados por lo ocurrido la noche anterior. Este tipo de comportamiento es inaceptable. No es la norma en Minnesota. Prometo ... ver que este asunto sea llevado a la justicia y que todas las vías sean perseguidas y hacer una investigación completa. Se hará justicia en Minnesota.

Dayton dijo que había solicitado una investigación independiente por parte del Departamento de Justicia y había hablado con el Jefe de Gabinete de la Casa Blanca Denis McDonough sobre el asunto. Dayton también comentó, «¿Será que esto hubiera ocurrido si los pasajeros hubieran sido blancos? No lo creo». Se comprometió a «hacer todo lo posible para ayudar a proteger la integridad» de la investigación en curso reparalela «para asegurar un resultado adecuado y justo para todos los involucrados».
La representante de Minnesota Betty McCollum, cuyo distrito incluye el lugar donde Castile recibió los disparos, también pidió una investigación del Departamento de Justicia, y el senador de Minnesota Al Franken también pidió una investigación federal, diciendo en un comunicado: «Estoy horrorizado de que nos vemos obligados a enfrentar otra muerte de un hombre afroamericano joven a manos de la policía, y tengo el corazón roto por la familia de Philando y seres queridos, cuyo hijo, hermano, novio, y sobrino fue tomado de ellos la noche anterior». El representante de Minnesota Keith Ellison denunció la «persecución sistemática de los afroamericanos y una sistemática falta de rendición de cuentas».
En declaraciones poco después de los tiroteos de Castile y Alton Sterling, el presidente de los Estados Unidos Barack Obama no hizo ningún comentario específico sobre los incidentes, pero pidió a los Estados Unidos para «hacer mejor» y dijo que los incidentes controvertidos derivados del uso policial de la fuerza «no son incidentes aislados» sino que eran «un síntoma de un conjunto más amplio de disparidades raciales que existen en nuestro sistema de justicia criminal». Obama expresó su «extraordinario aprecio y respeto por la gran mayoría de los agentes de policía» y tomó nota de la difícil naturaleza del trabajo. Declaró: «Cuando incidentes de este tipo se producen, hay una gran parte de nuestra ciudadanía que sienten que, a causa del color de su piel, no están siendo tratados de la misma manera, y eso duele, y esto debería ser un problema para todos nosotros. Esto no es sólo una cuestión negra, no sólo una cuestión hispana. Esto es una cuestión de América de la que todos debemos cuidar». Obama llamó por teléfono a la madre de Castile para ofrecer sus condolencias.

### Respuestas internacionales
Tras los tiroteos de Castile, Sterling, y agentes de policía en Dallas, el gobierno de las Bahamas, una isla del Caribe con una ciudadanía de más del 90% de origen africano, emitió una advertencia de viaje a sus ciudadanos que viajan a los Estados Unidos, afirmando que «[E]n particular, a los jóvenes [de Bahamas] se les pide ejercer extrema precaución en las ciudades afectadas en sus interacciones con la policía. No sean confrontacionales y cooperen».
Advertencias a viajeros también fueron emitidas por los Emiratos Árabes Unidos y Baréin a los pocos días, advirtiendo tener prudencia en los Estados Unidos debido a la violencia y la cultura de armas de los Estados Unidos, y a evitar zonas muy pobladas, protestas y manifestaciones que «podrían dar lugar a disturbios».